# The Last Fighter
The Last Fighter è un film del 2023 diretto e interpretato da Alessandro Baccini e prodotto da Domenico Costanzo.
Il film è uscito nelle sale cinematografiche il 30 marzo 2023.

## Trama
Mark è un avvocato in carriera e campione di arti marziali. Riesce ad entrare dentro una potente organizzazione massonica che organizza terribili incontri clandestini dove lo fanno combattere in cambio di cifre astronomiche. Il giovane usa il denaro delle sue vincite per aiutare le associazioni che si occupano di bambini poveri nel mondo di cui fa parte anche la fidanzata Aurora, che è un medico volontario che opera in Siria. In un susseguirsi di emozioni e combattimenti all'ultimo sangue, Mark rischierà la sua vita affinché le sue gesta diventino un simbolo di amore e speranza per quei piccoli angeli che rischiano di morire ogni giorno.

## Produzione

### Riprese
Il set principale è stata la città di Firenze. Altre scene del film sono state girate a Lucca, mentre le ricostruzioni del paesaggio siriano sono state girate alle cave di Vecchiano in provincia di Pisa.

## Colonna sonora
La colonna sonora è stata scritta e composta da Giovanni Puliafito.

## Promozione
Il poster e il trailer del film sono stati diffusi il 16 marzo 2023.

## Distribuzione
Il film è stato distribuito nelle sale cinematografiche italiane da UCI Cinemas a partire dal 30 marzo 2023.
La conferenza stampa si è svolta a Firenze la mattina di mercoledì 22 marzo 2023 presso la Mediateca Regionale Toscana

### Divieti
In Italia il film è stato vietato ai minori di 14 anni per le cruenti scene di combattimento.

## Accoglienza

### Critica
Giovanni Bogani di MYmovies.it assegna 2 stelle e mezzo su 5 al film affermando: "Pregevole anche il montaggio finale, con la "good news" scandita dai notiziari di tutto il mondo - bravi regista e produttore a trovare speaker di ogni lingua possibile, e a montare dei green screen credibili - con quel nome, Aurora (non è un nome casuale, la vera figlia di Baccini si chiama Aurora) ripetuto infinite volte, a rimarcare la vittoria del Bene. Un messaggio positivo - il sacrificio in nome di un nobile ideale - che si lega allo sguardo sugli orrori delle guerre.".